# Kim Robertson
Kim Annette Robertson (ur. 10 marca 1957) – nowozelandzka lekkoatletka specjalizująca się w biegach sprinterskich.

## Sukcesy sportowe
- sześciokrotna mistrzyni Nowej Zelandii w biegu na 100 metrów – 1977, 1978, 1979, 1980, 1982, 1983[1]
- siedmiokrotna mistrzyni Nowej Zelandii w biegu na 200 metrów – 1977, 1978, 1979, 1980, 1982, 1983, 1984
- sześciokrotna mistrzyni Nowej Zelandii w biegu na 400 metrów – 1977, 1979, 1980, 1982, 1983, 1984
- mistrzyni Australii w biegu na 400 metrów – 1984[2]

| Rok  | Miasto       | Zawody                                   | Konkurencja                      | Wynik                    |
| ---- | ------------ | ---------------------------------------- | -------------------------------- | ------------------------ |
| 1974 | Christchurch | Igrzyskach Brytyjskiej Wspólnoty Narodów | sztafeta 4 x 100 m               | 5. miejsce               |
| 1978 | Edmonton     | Igrzyska Wspólnoty Narodów               | sztafeta 4 x 100 m               | 4. miejsce               |
| 1982 | Brisbane     | Igrzyska Wspólnoty Narodów               | bieg na 400 m sztafeta 4 x 400 m | 5. miejsce 6. miejsce    |
| 1985 | Paryż        | Światowe igrzyska halowe                 | bieg na 200 m bieg na 60 m       | brązowy medal 5. miejsce |

## Rekordy życiowe
- bieg na 60 metrów (hala) – 7,43 – Paryż 19/01/1985 i Paryż 19/01/1985 (rekord Nowej Zelandii)
- bieg na 100 metrów – 11,62 – Wellington /03/1978
- bieg na 200 metrów – 23,13 – Walnut 15/07/1978
- bieg na 200 metrów (hala) – 23,69 – Paryż 18/01/1985
- bieg na 400 metrów – 51,60 – Christchurch 19/01/1980
- bieg na 400 metrów (hala) – 55,32 – Osaka 15/01/1986 (rekord Nowej Zelandii)